# Stade départemental Yves-du-Manoir
Pour l’article homonyme, voir Stade Yves-du-Manoir.
Le stade départemental Yves-du-Manoir, anciennement stade olympique Yves-du-Manoir, est un complexe sportif situé depuis 1907 à Colombes, dans la banlieue nord-ouest de Paris. La piste d'athlétisme entourant le terrain d'honneur (en tartan dès 1970) a accueilli, outre les épreuves des Jeux olympiques d'été de 1924, de nombreuses épreuves internationales d'athlétisme. La pelouse centrale a, quant à elle, notamment accueilli les Jeux olympiques d'été de 1924, la finale de la Coupe du monde de football 1938, quarante finales de la Coupe de France de football, un grand nombre de finales du championnat de France de rugby à XV, des matchs internationaux des équipes de France de football et de rugby à XV ainsi que des rencontres de hockey sur gazon aux Jeux olympiques d'été de 2024.

## Histoire

### Stade duMatin
Le site du stade de Colombes est destiné au sport depuis 1883. C'est à l'origine un hippodrome de la Société des courses de Colombes. En 1907, l'hippodrome et le quotidien parisien Le Matin fondent une association. Une partie de l'hippodrome est alors transformée en un stade qui accueille des compétitions d'athlétisme, de rugby et de football dès 1907. L'enceinte est alors rebaptisée « Stade du Matin ».

Stade du Matin :
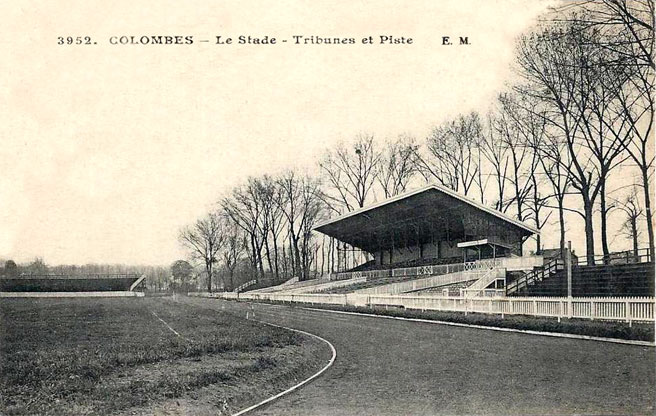
Dans les années 1910, le stade peut accueillir jusqu'à 20 000 spectateurs.
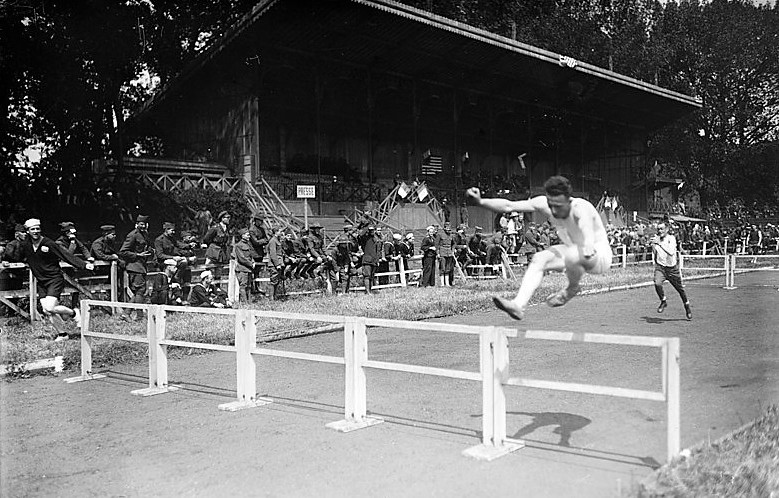
Fête sportive américaine (meeting sportif franco-américain) et course de haies le 4 juillet 1918.

Le Racing Club de France, club omnisports parisien, devient locataire des installations de Colombes en 1920. Évoluant régulièrement dans ce stade via ses sections rugby à XV, football et athlétisme depuis son inauguration en 1907, le poids du club ciel et blanc joue incontestablement un rôle dans le choix de Colombes, jugé le plus mauvais des projets, dans le choix du stade olympique des Jeux olympiques d'été de 1924. Le Parc des Princes et le bois de Vincennes avec le stade Pershing offraient en effet des possibilités bien plus intéressantes, car plus proches de la capitale. Colombes souffrira toujours de sa localisation. Ainsi, le Racing évoluera, dès 1932 en football, au Parc des Princes plutôt qu'au stade de Colombes.
Désigné comme stade olympique principal, Colombes profite des fonds débloqués pour porter sa capacité à plus de 40 000 places, malgré un projet initial de 100 000 places. Après bien des palabres et même l'abandon du projet de Colombes, c'est finalement l'architecte Louis Faure-Dujarric, ancien joueur de l'équipe de rugby à XV du Racing, qui signe les travaux.

### Jeux olympiques de 1924

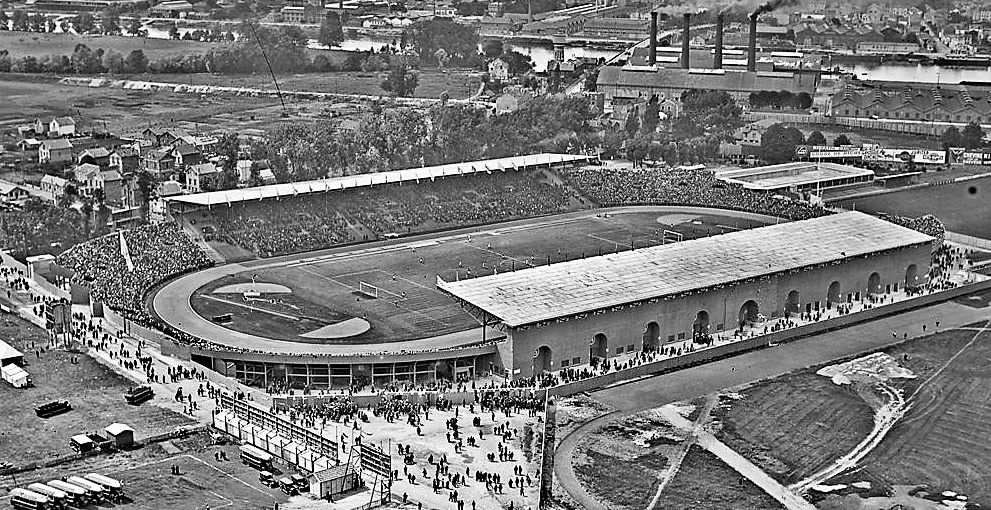
Vue générale du stade olympique de Colombes en 1924 lors de la finale du tournoi olympique de football.

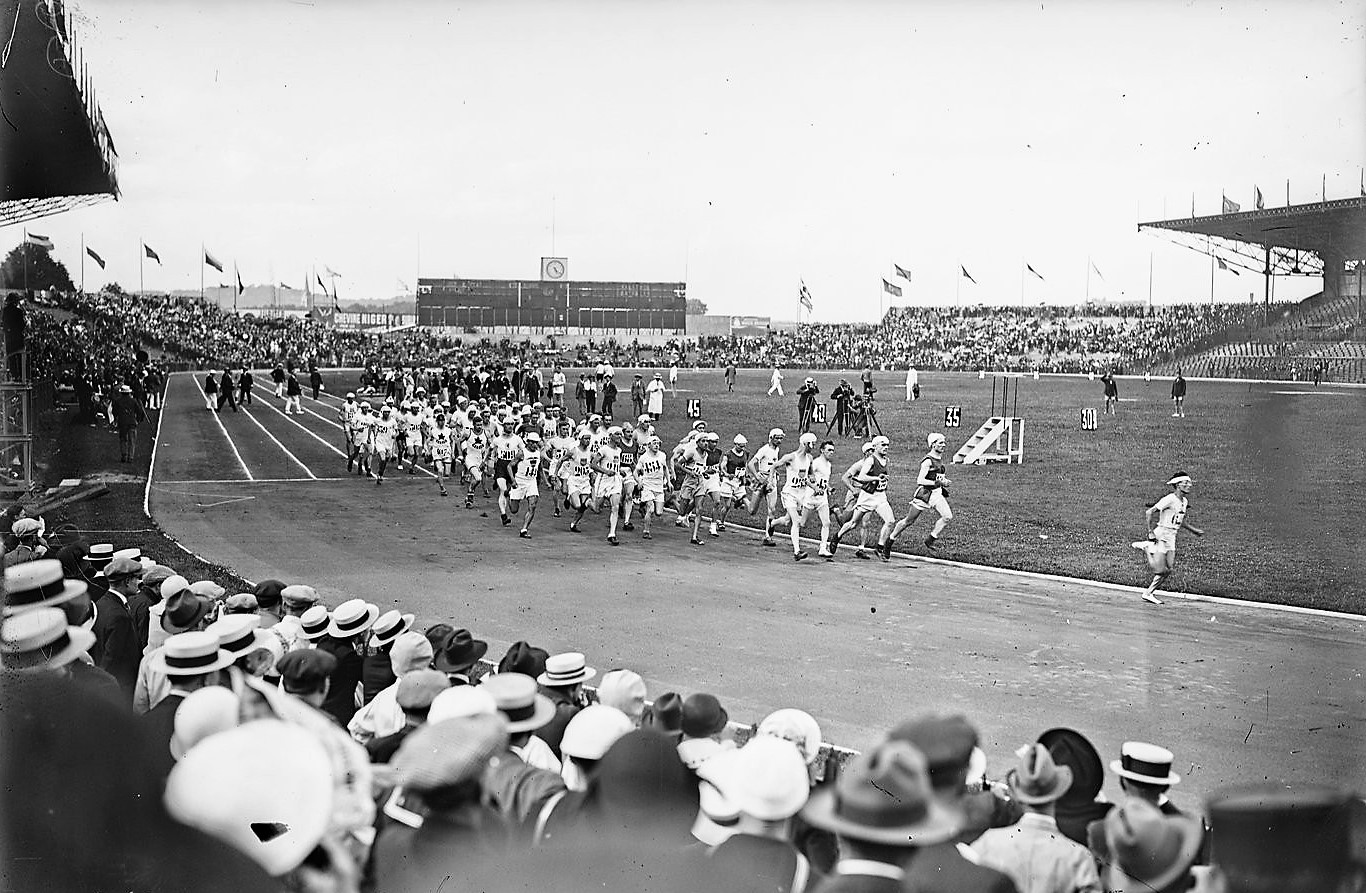
Départ de l'épreuve de marathon au stade de Colombes, le 13 juillet lors des Jeux olympiques de 1924.

Le stade et le centre sportif aux alentours est connu comme le point central des Jeux olympiques d'été de 1924. Beaucoup d'épreuves se déroulaient en plein air et le calendrier était beaucoup plus large : les jeux se tenaient de mai à juillet (les concours artistiques commençaient en mars), avec un dispositif conséquent. Le stade athlétique de 45 000 places, dont 20 000 assises couvertes et extensible à 65 000, accueillit les cérémonies, l'athlétisme, le départ et l'arrivée du cyclisme sur route, l'équitation, le football, la gymnastique, le cross du pentathlon moderne, le rugby et les jeux de l'enfance comme sport de démonstration.
Le stade d'escrime (plusieurs pistes pour les épreuves d'épée et de sabre ainsi que pour l'épreuve du pentathlon moderne) et le stade de tennis (une dizaine de courts pour les compétitions) étaient adjacents au stade athlétique.

### L'accès au stade
Une gare est construite à Colombes sur la ligne de Paris-Saint-Lazare à Ermont - Eaubonne par Argenteuil. La gare du Stade ouvre pour les Jeux olympiques de 1924. Elle permet de desservir le stade olympique de Colombes.
La nouvelle enceinte est rebaptisée en 1928 au nom d'un joueur de rugby à XV du Racing et espoir de l'équipe nationale, Yves du Manoir, qui vient de se tuer en avion.

### Coupe du monde de football et Seconde Guerre mondiale

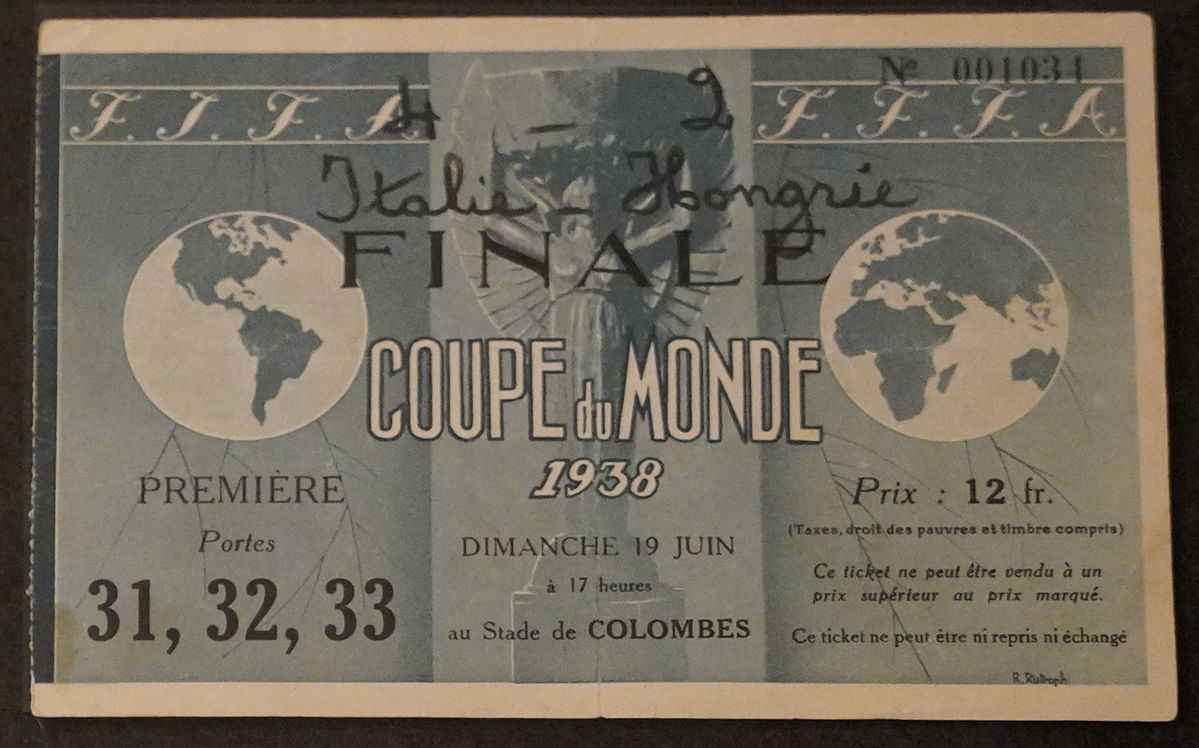
Affiche de la finale du mondial de football en 1938 de l'Italie face à la Hongrie.

Le stade olympique Yves-du-Manoir de Colombes a également accueilli de nombreux événements, notamment des matches de football, comme la finale de la Coupe du monde de football 1938, remportée par l'Italie contre la Hongrie, ou encore de nombreuses finales de Coupe de France. À l'occasion de la Coupe du monde 1938, le stade est rénové et agrandi. Il peut désormais accueillir plus de 60 000 spectateurs. Le record d'affluence de l'enceinte est enregistré à l'occasion d'un match d'appui de quarts de finale de Coupe d'Europe des clubs champions, entre l'Ajax Amsterdam et le Benfica Lisbonne, le 5 mars 1969 : 63 638 spectateurs payants.
Avec le début de la Seconde Guerre mondiale, l'installation sportive a également servi de camp de transit parisien pour les internés allemands et autrichiens, qui ont été répartis de là vers d'autres camps d'internement en France. Parmi les internés ici se trouvaient des réfugiés tels que Franz Hessel, Walter Benjamin, Hermann Kesten, Soma Morgenstern, Willi Münzenberg, Horst Rosenthal, Hans Sahl et Wols. Dans son journal, Kurt Stern a enregistré ses propres expériences en tant que détenu au stade olympique et a enregistré à plusieurs reprises les expériences d'autres détenus de Colombes qu'il a ensuite rencontrés dans d'autres camps. Il a également rapporté que les survivants du St. Louis ont été internés ici, qui devaient appartenir au contingent que la France a engagé après la fin de l'odyssée du navire.
Le stade a accueilli quelques événements non sportifs tel des congrès annuels de témoins de Jéhovah dans les années 1960-1970.
Il est aussi le théâtre de l'assassinat d'Ali Chekkal, ancien vice-président de l'Assemblée algérienne par Mohamed Ben Sadok, en marge de la finale de Coupe de France de football 1956-1957.
La reconstruction du Parc des Princes à la fin des années 1960, inauguré en 1972, porte un sévère coup au stade de Colombes. Les matches internationaux de football et de rugby, ainsi que les finales de la Coupe de France se déroulant à compter de cette date au nouveau Parc des Princes et cela jusqu'à l'inauguration du Stade de France en 1998, conçu par l’État pour accueillir différents événements sportifs : football, rugby, athlétisme et courses automobiles.
Le vieux stade olympique de Colombes ne bénéficie alors d'aucune rénovation et d'un entretien minimal. Enceinte totalement vétuste dès les années 1980, les trois quarts des tribunes sont interdites au public au début des années 1990, puis rasées. Seule subsiste alors la tribune principale Sud, dotée de quelque 7 000 sièges ainsi que les virages l'avoisinant.

### XXIesiècleet arrivée du rugby et modernisation

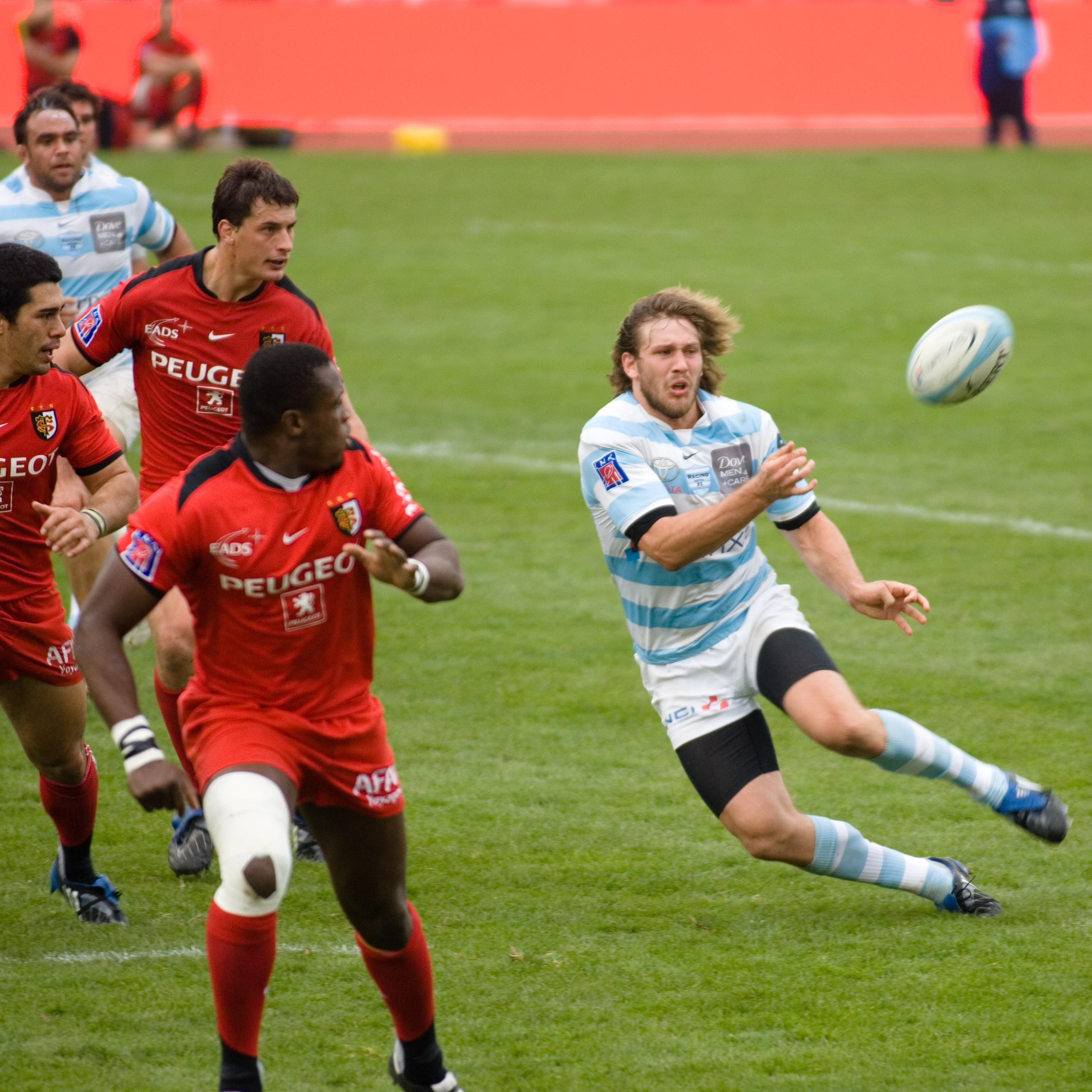
François Steyn avec le Racing Métro 92 face au Stade Toulousain au stade Yves-du-Manoir lors de la saison Top 14 de 2009-2010.

Au terme de la saison 2008-2009 de Pro D2, le club de rugby à XV du Racing Métro 92 remonte en Top 14, faisant renaître le stade de ses cendres. Une nouvelle tribune latérale de 4 900 places est inaugurée à cette occasion le 26 août 2009.
Le conseil général des Hauts-de-Seine présente en juin 2006 la maquette d'un projet de rénovation. Cependant, la lenteur du projet et l'impossibilité de rénover profondément le site poussent finalement le Racing Métro 92 à s'implanter à la Défense dans sa future U Arena, salle modulable et polyvalente capable d'accueillir 32 000 spectateurs en mode rugby. Elle est inaugurée en octobre 2017, laissant alors le stade sans club résident. Le 16 décembre 2017, le Racing 92 joue son dernier match au stade Yves-du-Manoir avant de s'installer dans l'U Arena la semaine suivante. Le 31 mai 2019, le Racing 92 revient jouer au stade Yves-du-Manoir à l'occasion d'un match de barrage de Top 14 l'opposant au Stade rochelais. L'U Arena, depuis renommée Paris La Défense Arena, était alors indisponible car réservée de longue date par la chanteuse Mylène Farmer pour les répétitions de sa série de concerts dans la salle.

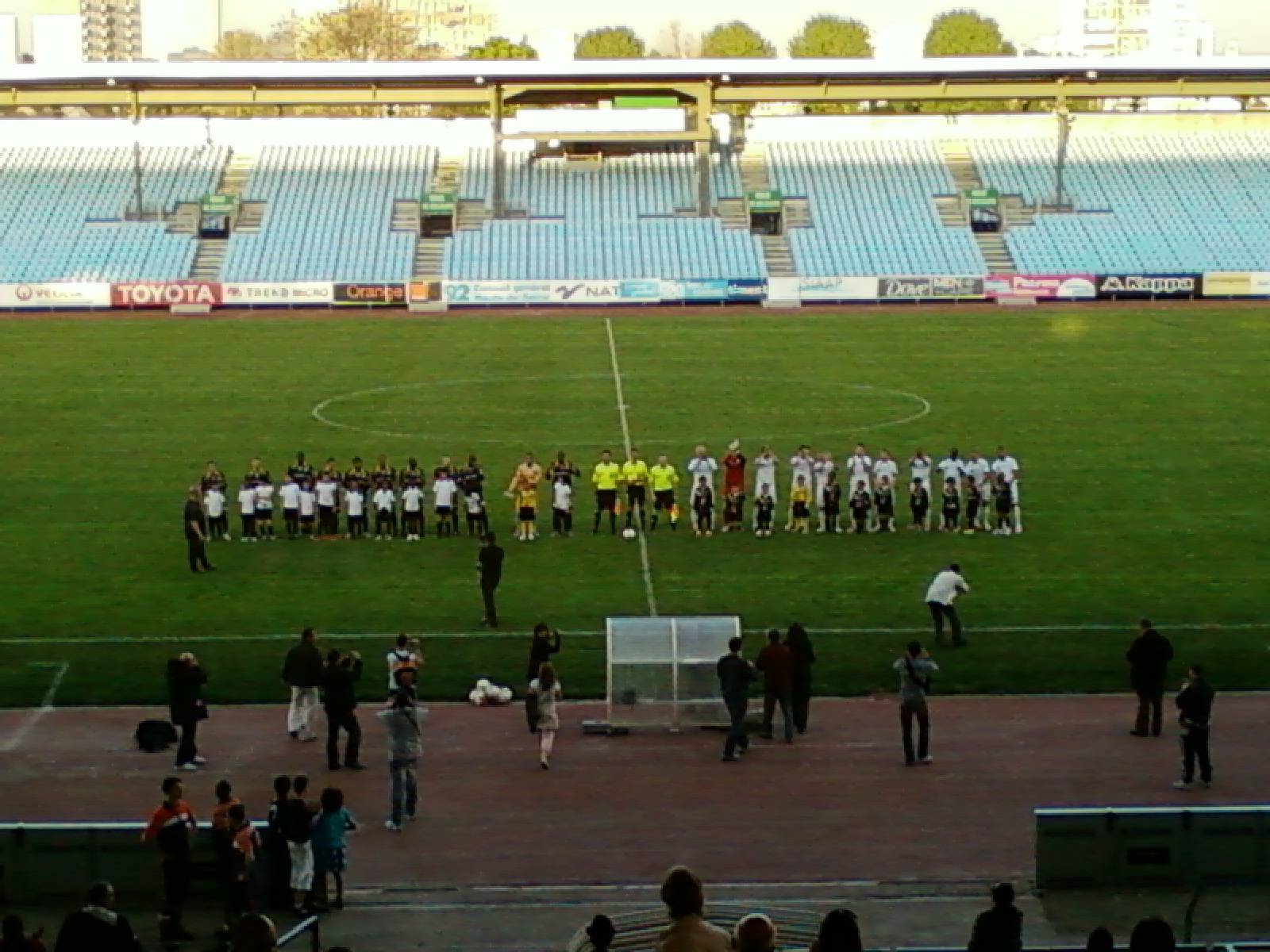
Match de l'UJA Alfortville face à Strasbourg en National en 2011.

À partir de décembre 2006, le stade Lucien-Choine, un terrain annexe du stade aujourd'hui détruit, accueille l'ensemble des matches du Racing Club de France Football.
En 2014, le stade sert de lieu de tournage à l'interview du footballeur Raïs M'Bolhi (qui y a touché ses premiers ballons à l'âge de 9 ans) par le journaliste Mouloud Achour.
Le stade fut utilisé pour deux candidatures parisiennes pour l'accueil des Jeux olympiques d'été. À chaque fois, le comité de candidature insista sur l'héritage, pour faire le lien avec l'olympiade de 1924. C'est en effet l'un des rares sites sportifs ayant subsisté après des décennies d'urbanisme.
Pour la candidature de Paris pour 2012, le stade et le centre sportif qui l'entoure devaient accueillir 5 terrains de baseball et softball, après une rénovation majeure,,. Le projet n'aboutit pas à cause de l'échec de la candidature ; même en cas de victoire, il aurait été compromis car le CIO retire, dans la foulée de l'attribution des jeux à Londres, le baseball et le softball du programme olympique.
Dans le cadre de l'organisation des Jeux olympiques d'été de 2024, le stade est retenu en vue d'accueillir les épreuves de hockey sur gazon. Par ailleurs, un travail est en cours pour développer un projet de siège et de centre d’entraînement de haut niveau de la Fédération française de hockey (fédération chapeautant le hockey sur gazon et le hockey en salle).
En février 2025, des travaux de rénovation sont annoncés en vue de transformer les tribunes pour qu'elles soient configurées en quatre tribunes proches d'un terrain synthétique permettant d'accueillir 14 000 spectateurs. Une fois les travaux achevés, le club du Racing 92 devrait rejouer sur ce terrain en 2027, dix ans après l'avoir quitté.

## Évolution

### Projet avorté de centre pour la Fédération française de handball

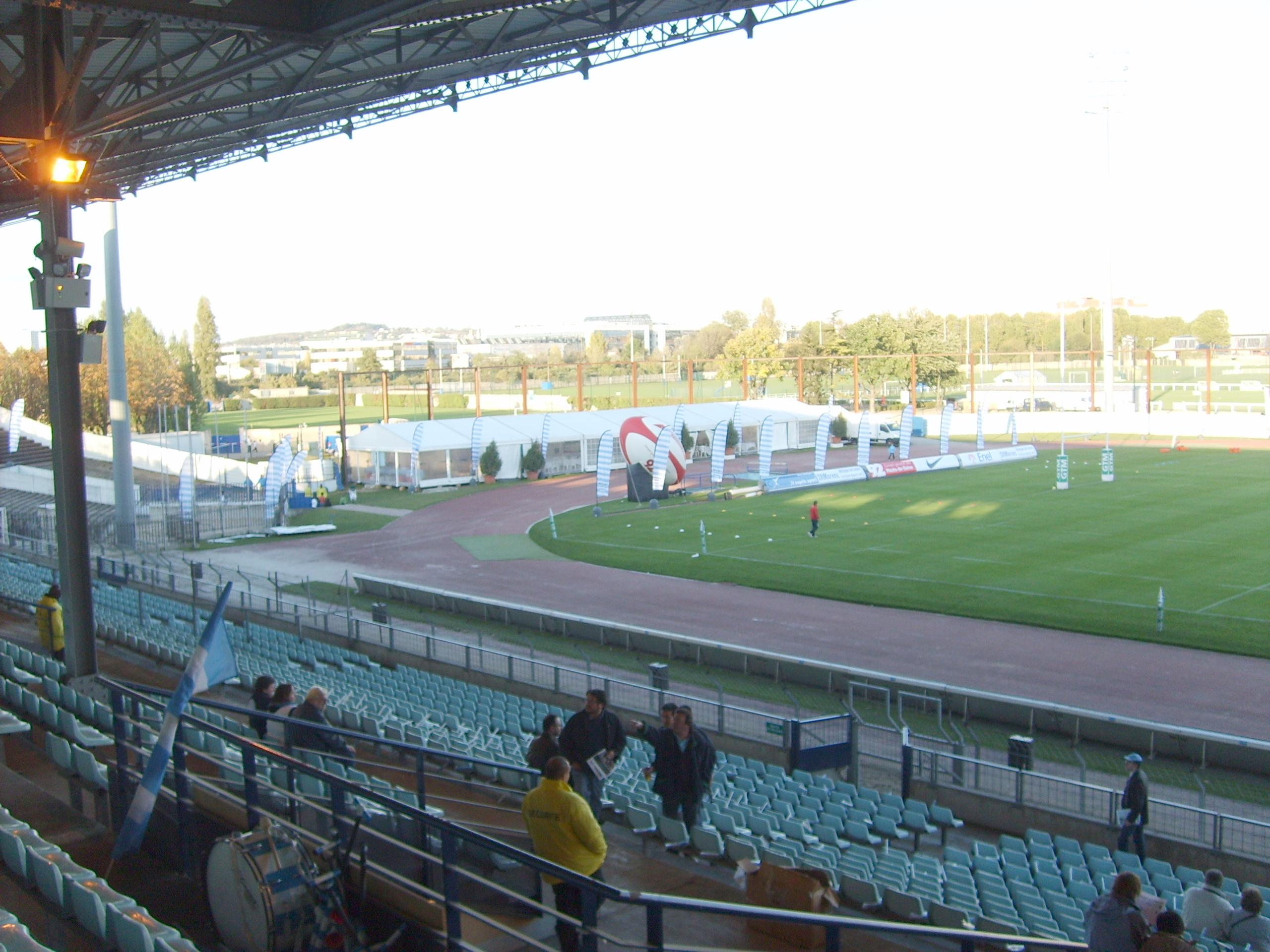
Le stade Yves-du-Manoir vu de sa principale tribune d'honneur et du virage Nord dont les tribunes en béton furent rasées dans les années 1990.

Le 4 mai 2009, Patrick Devedjian, alors président du conseil général des Hauts-de-Seine, annonce le projet de reconversion pour le stade : « Nous allons réaliser à Colombes, au stade Yves-du-Manoir, les équipements nécessaires au rayonnement du handball, à savoir une salle de 15 000 places, des bureaux et des équipements annexes ». Le syndicat mixte du stade Yves-du-Manoir a déjà pris la décision à l'unanimité de lancer une étude de pré-programmation pour définir les besoins et le projet, qui sera suivi dès septembre 2009 par un concours d'architecte. Cet aménagement devait également comprendre les locaux du nouveau siège de la Fédération française de handball (FFHB).
En mars 2011 est signé un protocole avec cette fédération afin que soit installé en 2015 le centre national du handball, comprenant le siège de la FFHB, une résidence pour les équipes de France masculines et féminines, des installations d'entraînement, une salle de 8 000 places ainsi qu'un centre de formation. Le programme définitif est approuvé en juillet 2012. La livraison devait avoir lieu fin 2015, afin que cet équipement soit pleinement opérationnel lors des championnats du monde masculins de handball 2017.
Finalement, le projet est abandonné à la suite du retard pris, rien ne pouvant être prêt pour 2017, et en raison du fait que la FFHB préfère conserver son statut de propriétaire à Gentilly, plutôt que de devenir locataire à Colombes. Le devenir du stade est donc laissé en sursis, même si on réclame sa conversion en centre sportif.

### Aménagement en vue des Jeux olympiques 2024
En vue des épreuves de hockey sur gazon des Jeux olympiques de 2024, un projet de rénovation du stade est adopté. Ce chantier conduira sur plus long terme au déménagement de la Fédération française de hockey, de son centre national d'entraînement, des instances franciliennes et départementales, ainsi que du club de hockey sur gazon du Racing club de France.

## De nouveau au cœur des Jeux

### Les seconds JO du stade
Le site est entièrement rénové entre 2021 et 2023. Conçu par les cabinets d'architecture Celnikier et Grabli Architectes, Olgga Architectes, Atelier Dutrevis Architectes Associés et reconstruit par le groupe de BTP Léon Grosse, les travaux se terminent  en décembre 2023. Le nouvel ensemble deux bâtiments dont le premier accueille la Fédération française de hockey sur gazon et son centre national d'entraînement, qui disposent des deux terrains synthétiques éclairés du tournoi olympique, dont un avec une tribune de 1 000 places autour d'un bâtiment construit avec des locaux administratifs, des salles de réunion et des vestiaires. Le second édifice comprend une tribune de 300 places, des vestiaires pour le foot et le rugby, une salle de sport et des bureaux.
Le complexe comprend aussi sept nouveaux terrains de football et de rugby à XV. Le mythique terrain d'honneur voit sa fameuse piste olympique d'athlétisme l'entourant supprimée au profit d'un petit anneau de 200 m (seulement apte à l'échauffement) situé à quelques centaines de mètres. La piste exclut donc désormais toute possibilité de compétition d'athlétisme, étant désormais réservée au public scolaire et associatif.
Cependant, sa tribune historique est remise aux normes avec de nouveaux sièges. Celle-ci peut désormais accueillir 6 000 spectateurs. Le stade historique dispose d'environ 9 500 places avec les tribunes provisoires installées pour les Jeux olympiques de 2024. La pelouse naturelle est remplacée par un synthétique bleu flambant neuf.
Le complexe sportif dans son ensemble peut accueillir près de 13 500 spectateurs lors des Jeux olympiques d'été de 2024.
Le coût global du projet s'élève à 101 millions d'euros. Un budget financé par le département des Hauts-de-Seine et la Société de livraison des ouvrages olympiques (Solidéo).

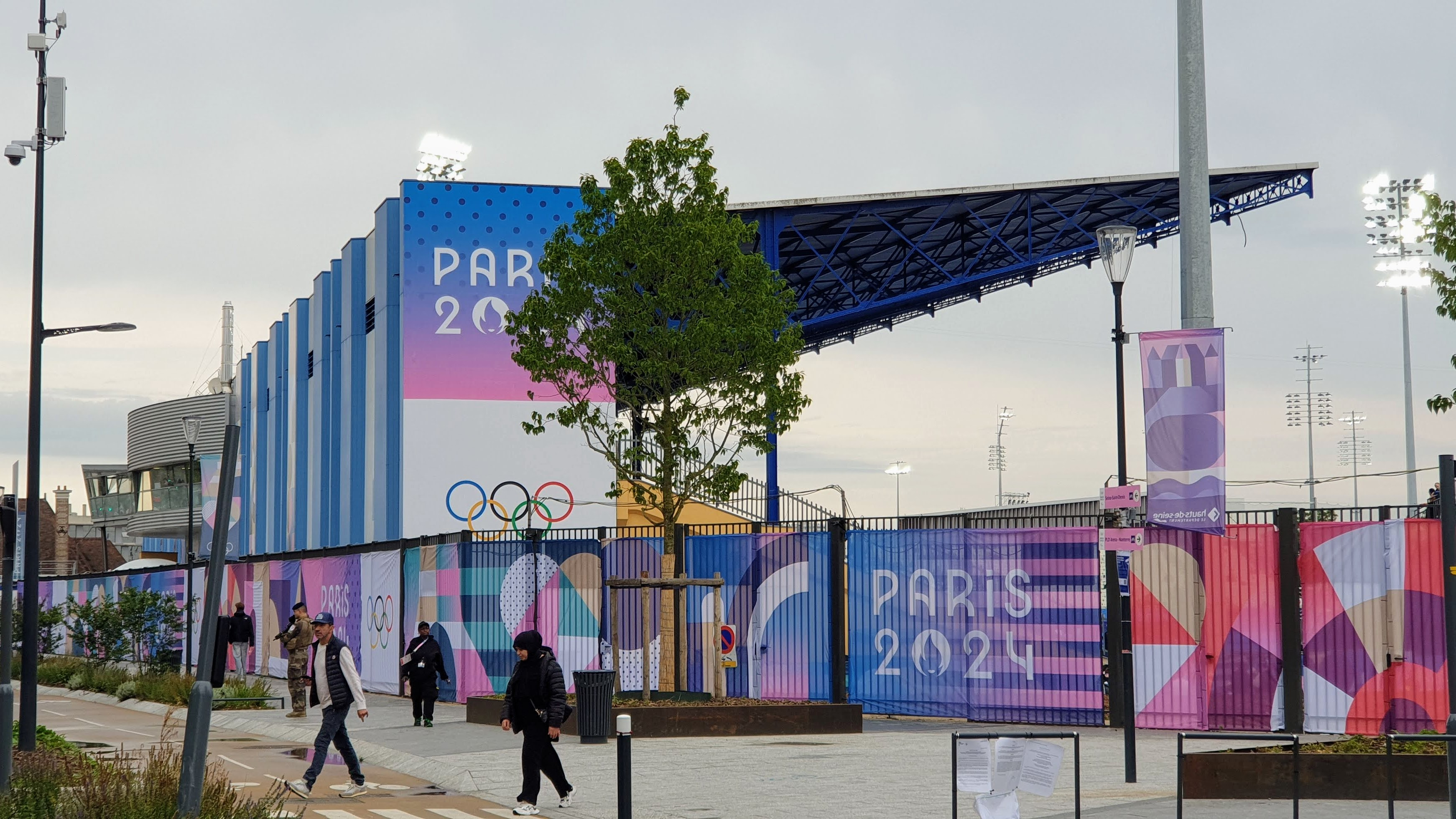
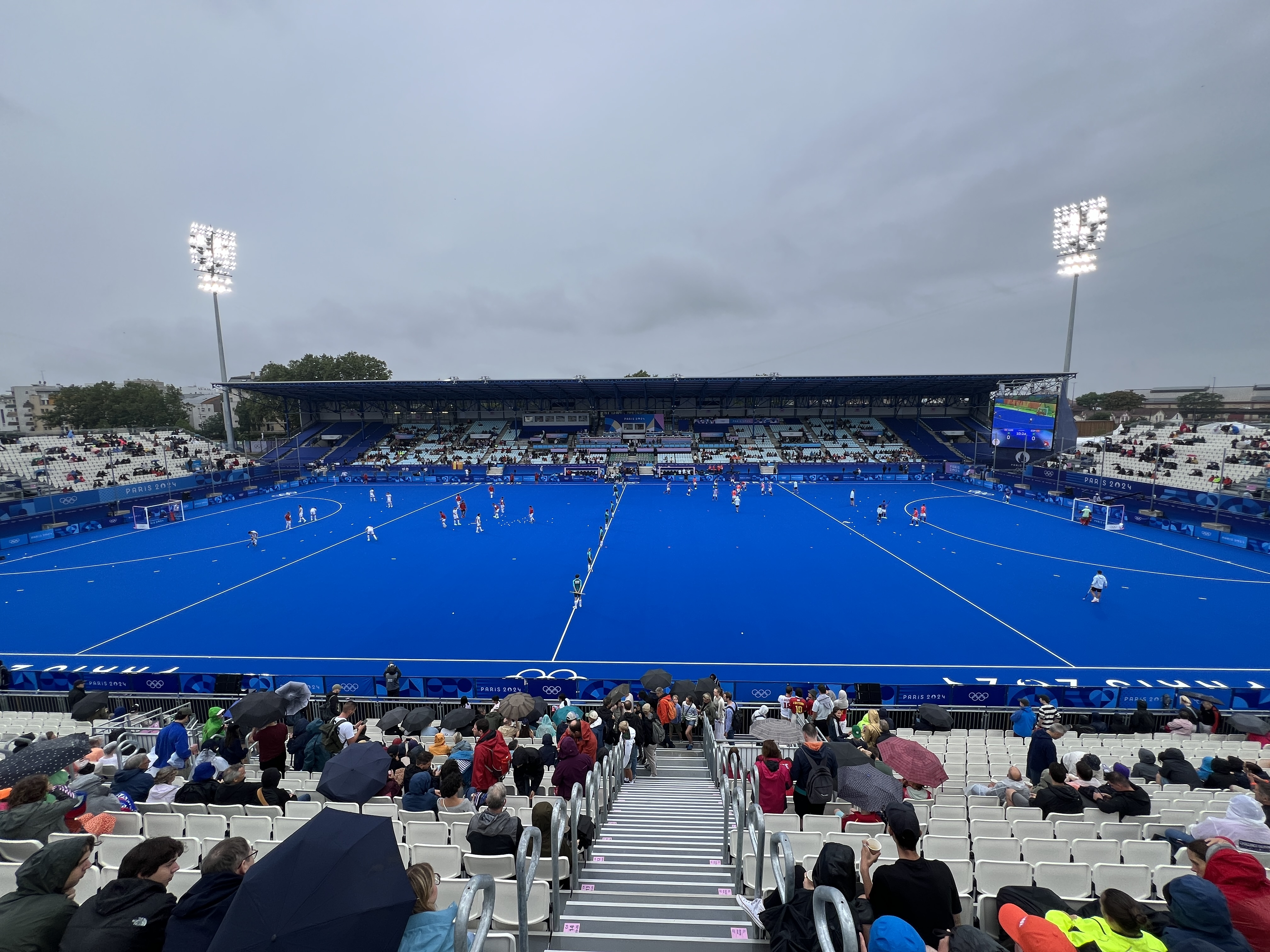
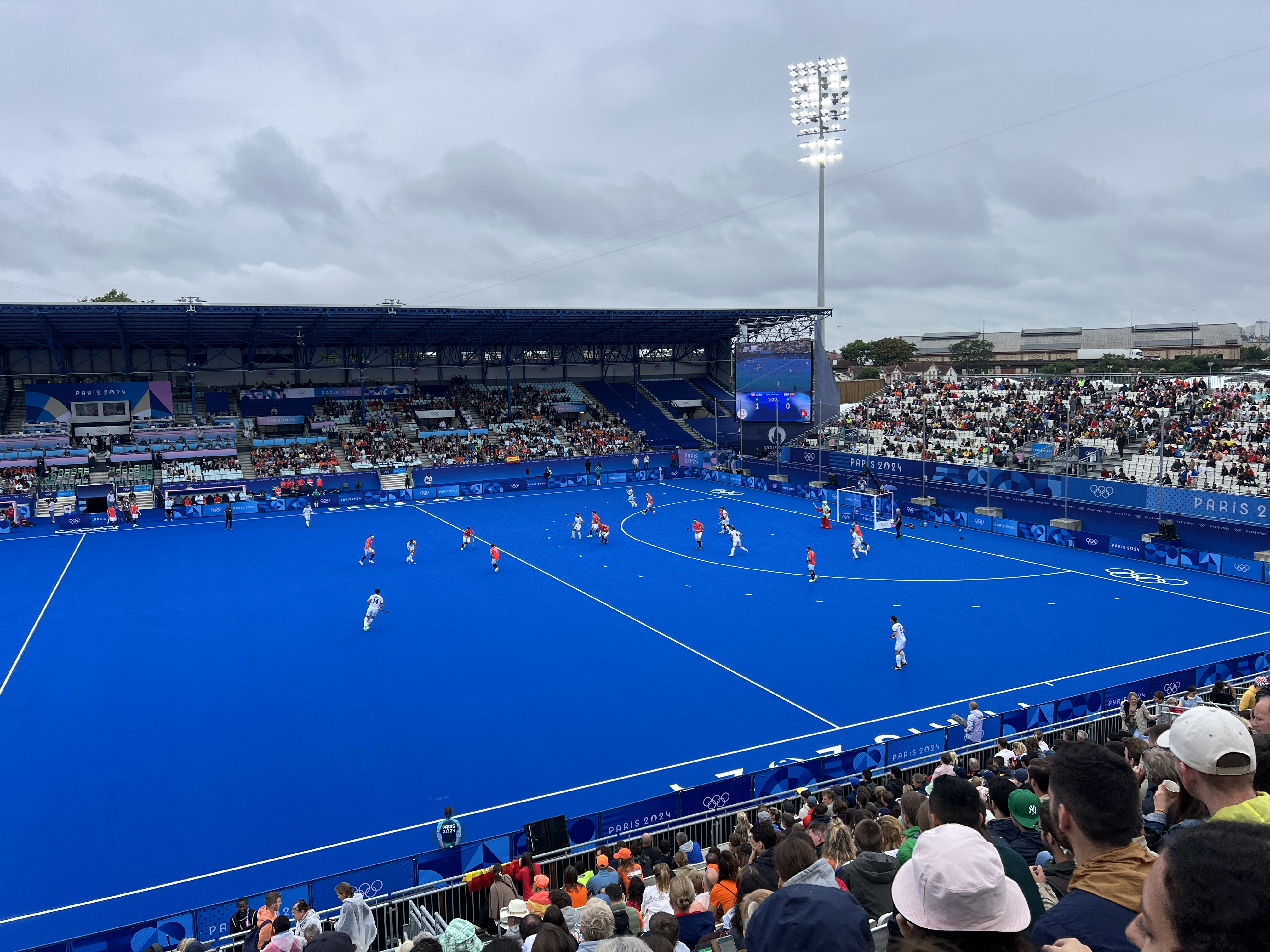

### L'après-2024
Outre l'installation de la Fédération française de hockey sur gazon et de son centre national d'entraînement, il est prévu que les sections hockey sur gazon et football du Racing club de France deviennent à terme les clubs résidents du stade. Le Racing 92 devrait aussi venir s'y entrainer et jouer quelques matchs de rugby à XV.

## Principaux matchs de sports de ballon joués dans le stade

### Football
Jeux olympiques d'été de 1924
| Date          | Tour                    | Équipe 1             | Score | Équipe 2    | Spectateurs |
| ------------- | ----------------------- | -------------------- | ----- | ----------- | ----------- |
| 25 mai 1924   | 1er tour                | Italie               | 1 - 0 | Espagne     | 20 000      |
| 26 mai 1924   | 1er tour                | Uruguay              | 7 - 0 | Yougoslavie | 1 000       |
| 27 mai 1924   | 8e de finale            | Pays-Bas             | 6 - 0 | Roumanie    | 1 000       |
| 28 mai 1924   | 8e de finale            | État libre d'Irlande | 1 - 0 | Bulgarie    | 1 500       |
| 29 mai 1924   | 8e de finale            | Suède                | 8 - 1 | Belgique    | 8 532       |
| 1er juin 1924 | Quart de finale         | France               | 1 - 5 | Uruguay     | 45 000      |
| 5 juin 1924   | Demi-finale             | Suisse               | 2 - 1 | Suède       | 7 448       |
| 6 juin 1924   | Demi-finale             | Uruguay              | 2 - 1 | Pays-Bas    | 7 088       |
| 8 juin 1924   | Petite finale           | Suède                | 1 - 1 | Pays-Bas    | 9 915       |
| 9 juin 1924   | Petite finale (rejouée) | Suède                | 3 - 1 | Pays-Bas    | 40 522      |
| 9 juin 1924   | Finale                  | Uruguay              | 3 - 0 | Suisse      | 40 522      |

Coupe du monde de football 1938
| Date         | Tour            | Équipe 1 | Score | Équipe 2 | Spectateurs |
| ------------ | --------------- | -------- | ----- | -------- | ----------- |
| 5 juin 1938  | 8e de finale    | France   | 3 - 1 | Belgique | 30 454      |
| 12 juin 1938 | Quart de finale | France   | 1 - 3 | Italie   | 58 455      |
| 19 juin 1938 | Finale          | Italie   | 4 - 2 | Hongrie  | 45 124      |

Équipe de France de football
Entre le 12 avril 1908 et le 26 avril 1975, le stade olympique Yves-du-Manoir accueille 83 matchs officiels de l'équipe de France.
Le stade olympique Yves-du-Manoir est le stade résident de l'équipe de France de football de 1924 à 1972 ; soit durant 48 années.
| Liste des matchs de l'équipe de France de football disputés au stade olympique Yves-du-Manoir | Liste des matchs de l'équipe de France de football disputés au stade olympique Yves-du-Manoir | Liste des matchs de l'équipe de France de football disputés au stade olympique Yves-du-Manoir | Liste des matchs de l'équipe de France de football disputés au stade olympique Yves-du-Manoir | Liste des matchs de l'équipe de France de football disputés au stade olympique Yves-du-Manoir | Liste des matchs de l'équipe de France de football disputés au stade olympique Yves-du-Manoir | Liste des matchs de l'équipe de France de football disputés au stade olympique Yves-du-Manoir |
| N°                                                                                            | Date                                                                                          | Match                                                                                         | Score                                                                                         | Compétition                                                                                   | Affluence                                                                                     |                                                                                               |
| --------------------------------------------------------------------------------------------- | --------------------------------------------------------------------------------------------- | --------------------------------------------------------------------------------------------- | --------------------------------------------------------------------------------------------- | --------------------------------------------------------------------------------------------- | --------------------------------------------------------------------------------------------- | --------------------------------------------------------------------------------------------- |
| 1                                                                                             | 12 avril 1908                                                                                 | France - Belgique                                                                             | 1-2                                                                                           | Match amical                                                                                  | 498                                                                                           |                                                                                               |
| 2                                                                                             | 27 février 1913                                                                               | France - Angleterre amateur                                                                   | 1-4                                                                                           | Match amical                                                                                  | 2 500                                                                                         |                                                                                               |
| 3                                                                                             | 15 janvier 1922                                                                               | France - Belgique                                                                             | 2-1                                                                                           | Match amical                                                                                  | 20 000                                                                                        |                                                                                               |
| 4                                                                                             | 1er juin 1924                                                                                 | France - Uruguay                                                                              | 1-5                                                                                           | Jeux olympiques 1924 (1/4 de finale)                                                          | 45 000                                                                                        |                                                                                               |
| 5                                                                                             | 21 mai 1925                                                                                   | France - Angleterre                                                                           | 2-3                                                                                           | Match amical                                                                                  | 35 000                                                                                        |                                                                                               |
| 6                                                                                             | 25 avril 1926                                                                                 | France - Suisse                                                                               | 1-0                                                                                           | Match amical                                                                                  | 15 000                                                                                        |                                                                                               |
| 7                                                                                             | 13 juin 1926                                                                                  | France - Yougoslavie                                                                          | 4-1                                                                                           | Match amical                                                                                  | 12 000                                                                                        |                                                                                               |
| 8                                                                                             | 24 avril 1927                                                                                 | France - Italie                                                                               | 3-3                                                                                           | Match amical                                                                                  | 35 000                                                                                        |                                                                                               |
| 9                                                                                             | 22 mai 1927                                                                                   | France - Espagne                                                                              | 1-4                                                                                           | Match amical                                                                                  | 25 000                                                                                        |                                                                                               |
| 10                                                                                            | 26 mai 1927                                                                                   | France - Angleterre                                                                           | 0-6                                                                                           | Match amical                                                                                  | 25 000                                                                                        |                                                                                               |
| 11                                                                                            | 15 avril 1928                                                                                 | France - Belgique                                                                             | 2-3                                                                                           | Match amical                                                                                  | 25 000                                                                                        |                                                                                               |
| 12                                                                                            | 13 mai 1928                                                                                   | France - Tchécoslovaquie                                                                      | 0-2                                                                                           | Match amical                                                                                  | 19 000                                                                                        |                                                                                               |
| 13                                                                                            | 17 mai 1928                                                                                   | France - Angleterre                                                                           | 1-5                                                                                           | Match amical                                                                                  | 40 000                                                                                        |                                                                                               |
| 14                                                                                            | 24 février 1929                                                                               | France - Hongrie                                                                              | 3-0                                                                                           | Match amical                                                                                  | 20 000                                                                                        |                                                                                               |
| 15                                                                                            | 24 mars 1929                                                                                  | France - Portugal                                                                             | 2-0                                                                                           | Match amical                                                                                  | 25 000                                                                                        |                                                                                               |
| 16                                                                                            | 9 mai 1929                                                                                    | France - Angleterre                                                                           | 1-4                                                                                           | Match amical                                                                                  | 35 000                                                                                        |                                                                                               |
| 17                                                                                            | 19 mai 1929                                                                                   | France - Yougoslavie                                                                          | 1-3                                                                                           | Match amical                                                                                  | 15 000                                                                                        |                                                                                               |
| 18                                                                                            | 23 mars 1930                                                                                  | France - Suisse                                                                               | 3-3                                                                                           | Match amical                                                                                  | 20 000                                                                                        |                                                                                               |
| 19                                                                                            | 13 avril 1930                                                                                 | France - Belgique                                                                             | 1-6                                                                                           | Match amical                                                                                  | 18 000                                                                                        |                                                                                               |
| 20                                                                                            | 11 mai 1930                                                                                   | France - Tchécoslovaquie                                                                      | 2-3                                                                                           | Match amical                                                                                  | 28 000                                                                                        |                                                                                               |
| 21                                                                                            | 18 mai 1930                                                                                   | France - Écosse                                                                               | 0-2                                                                                           | Match amical                                                                                  | 25 000                                                                                        |                                                                                               |
| 22                                                                                            | 15 février 1931                                                                               | France - Tchécoslovaquie                                                                      | 1-2                                                                                           | Match amical                                                                                  | 28 000                                                                                        |                                                                                               |
| 23                                                                                            | 15 mars 1931                                                                                  | France - Allemagne                                                                            | 1-0                                                                                           | Match amical                                                                                  | 40 076                                                                                        |                                                                                               |
| 24                                                                                            | 14 mai 1931                                                                                   | France - Angleterre                                                                           | 5-2                                                                                           | Match amical                                                                                  | 35 000                                                                                        |                                                                                               |
| 25                                                                                            | 29 novembre 1931                                                                              | France - Pays-Bas                                                                             | 3-4                                                                                           | Match amical                                                                                  | 25 000                                                                                        |                                                                                               |
| 26                                                                                            | 10 avril 1932                                                                                 | France - Italie                                                                               | 1-2                                                                                           | Match amical                                                                                  | 45 000                                                                                        |                                                                                               |
| 27                                                                                            | 8 mai 1932                                                                                    | France - Écosse                                                                               | 1-3                                                                                           | Match amical                                                                                  | 8 000                                                                                         |                                                                                               |
| 28                                                                                            | 26 mars 1933                                                                                  | France - Belgique                                                                             | 3-0                                                                                           | Match amical                                                                                  | 30 000                                                                                        |                                                                                               |
| 29                                                                                            | 23 avril 1933                                                                                 | France - Espagne                                                                              | 1-0                                                                                           | Match amical                                                                                  | 40 000                                                                                        |                                                                                               |
| 30                                                                                            | 25 mai 1933                                                                                   | France - Pays de Galles                                                                       | 1-1                                                                                           | Match amical                                                                                  | 25 000                                                                                        |                                                                                               |
| 31                                                                                            | 25 mars 1934                                                                                  | France - Tchécoslovaquie                                                                      | 1-2                                                                                           | Match amical                                                                                  | 27 931                                                                                        |                                                                                               |
| 32                                                                                            | 19 mai 1935                                                                                   | France - Hongrie                                                                              | 2-0                                                                                           | Match amical                                                                                  | 25 000                                                                                        |                                                                                               |
| 33                                                                                            | 8 mars 1936                                                                                   | France - Belgique                                                                             | 3-0                                                                                           | Match amical                                                                                  | 30 000                                                                                        |                                                                                               |
| 34                                                                                            | 23 mai 1937                                                                                   | France - République d'Irlande                                                                 | 0-2                                                                                           | Match amical                                                                                  | 16 688                                                                                        |                                                                                               |
| 35                                                                                            | 26 mai 1938                                                                                   | France - Angleterre                                                                           | 2-4                                                                                           | Match amical                                                                                  | 45 168                                                                                        |                                                                                               |
| 36                                                                                            | 5 juin 1938                                                                                   | France - Belgique                                                                             | 3-1                                                                                           | Coupe du monde 1938 (8e de finale)                                                            | 30 454                                                                                        |                                                                                               |
| 37                                                                                            | 12 juin 1938                                                                                  | France - Italie                                                                               | 1-3                                                                                           | Coupe du monde 1938 (1/4 de finale)                                                           | 58 455                                                                                        |                                                                                               |
| 38                                                                                            | 21 mai 1939                                                                                   | France - Pays de Galles                                                                       | 2-1                                                                                           | Match amical                                                                                  | 23 064                                                                                        |                                                                                               |
| 39                                                                                            | 7 avril 1946                                                                                  | France - Tchécoslovaquie                                                                      | 3-0                                                                                           | Match amical                                                                                  | 52 242                                                                                        |                                                                                               |
| 40                                                                                            | 5 mai 1946                                                                                    | France - Autriche                                                                             | 3-1                                                                                           | Match amical                                                                                  | 57 205                                                                                        |                                                                                               |
| 41                                                                                            | 19 mai 1946                                                                                   | France - Angleterre                                                                           | 2-1                                                                                           | Match amical                                                                                  | 58 481                                                                                        |                                                                                               |
| 42                                                                                            | 23 mars 1947                                                                                  | France - Portugal                                                                             | 1-0                                                                                           | Match amical                                                                                  | 57 791                                                                                        |                                                                                               |
| 43                                                                                            | 26 mai 1947                                                                                   | France - Pays-Bas                                                                             | 4-0                                                                                           | Match amical                                                                                  | 38 215                                                                                        |                                                                                               |
| 44                                                                                            | 1er juin 1947                                                                                 | France - Belgique                                                                             | 4-2                                                                                           | Match amical                                                                                  | 35 176                                                                                        |                                                                                               |
| 45                                                                                            | 4 avril 1948                                                                                  | France - Italie                                                                               | 1-3                                                                                           | Match amical                                                                                  | 60 074                                                                                        |                                                                                               |
| 46                                                                                            | 23 mai 1948                                                                                   | France - Écosse                                                                               | 3-0                                                                                           | Match amical                                                                                  | 46 032                                                                                        |                                                                                               |
| 47                                                                                            | 17 octobre 1948                                                                               | France - Belgique                                                                             | 3-3                                                                                           | Match amical                                                                                  | 55 600                                                                                        |                                                                                               |
| 48                                                                                            | 22 mai 1949                                                                                   | France - Angleterre                                                                           | 1-3                                                                                           | Match amical                                                                                  | 61 308                                                                                        |                                                                                               |
| 49                                                                                            | 4 juin 1949                                                                                   | France - Suisse                                                                               | 4-2                                                                                           | Match amical                                                                                  | 33 474                                                                                        |                                                                                               |
| 50                                                                                            | 19 juin 1949                                                                                  | France - Espagne                                                                              | 1-5                                                                                           | Match amical                                                                                  | 52 217                                                                                        |                                                                                               |
| 51                                                                                            | 30 octobre 1949                                                                               | France - Yougoslavie                                                                          | 1-1                                                                                           | Éliminatoires de la Coupe du monde 1950                                                       | 53 569                                                                                        |                                                                                               |
| 52                                                                                            | 13 novembre 1949                                                                              | France - Tchécoslovaquie                                                                      | 1-0                                                                                           | Match amical                                                                                  | 38 946                                                                                        |                                                                                               |
| 53                                                                                            | 27 mai 1950                                                                                   | France - Écosse                                                                               | 0-1                                                                                           | Match amical                                                                                  | 35 568                                                                                        |                                                                                               |
| 54                                                                                            | 1er novembre 1950                                                                             | France - Belgique                                                                             | 3-3                                                                                           | Match amical                                                                                  | 48 799                                                                                        |                                                                                               |
| 55                                                                                            | 10 décembre 1950                                                                              | France - Pays-Bas                                                                             | 5-2                                                                                           | Match amical                                                                                  | 37 468                                                                                        |                                                                                               |
| 56                                                                                            | 1er novembre 1951                                                                             | France - Autriche                                                                             | 2-2                                                                                           | Match amical                                                                                  | 61 687                                                                                        |                                                                                               |
| 57                                                                                            | 20 avril 1952                                                                                 | France - Portugal                                                                             | 3-0                                                                                           | Match amical                                                                                  | 35 735                                                                                        |                                                                                               |
| 58                                                                                            | 5 octobre 1952                                                                                | France - Allemagne de l'Ouest                                                                 | 3-1                                                                                           | Match amical                                                                                  | 56 021                                                                                        |                                                                                               |
| 59                                                                                            | 11 novembre 1952                                                                              | France - Irlande du Nord                                                                      | 3-1                                                                                           | Match amical                                                                                  | 52 399                                                                                        |                                                                                               |
| 60                                                                                            | 25 décembre 1952                                                                              | France - Belgique                                                                             | 0-1                                                                                           | Match amical                                                                                  | 38 379                                                                                        |                                                                                               |
| 61                                                                                            | 14 mai 1953                                                                                   | France - Pays de Galles                                                                       | 6-1                                                                                           | Match amical                                                                                  | 33 020                                                                                        |                                                                                               |
| 62                                                                                            | 11 novembre 1953                                                                              | France - Suisse                                                                               | 2-4                                                                                           | Match amical                                                                                  | 45 986                                                                                        |                                                                                               |
| 63                                                                                            | 11 avril 1954                                                                                 | France - Italie                                                                               | 1-3                                                                                           | Match amical                                                                                  | 61 382                                                                                        |                                                                                               |
| 64                                                                                            | 11 novembre 1954                                                                              | France - Belgique                                                                             | 2-2                                                                                           | Match amical                                                                                  | 53 674                                                                                        |                                                                                               |
| 65                                                                                            | 15 mai 1955                                                                                   | France - Angleterre                                                                           | 1-0                                                                                           | Match amical                                                                                  | 54 696                                                                                        |                                                                                               |
| 66                                                                                            | 3 avril 1955                                                                                  | France - Suède                                                                                | 2-0                                                                                           | Match amical                                                                                  | 34 769                                                                                        |                                                                                               |
| 67                                                                                            | 11 novembre 1955                                                                              | France - Yougoslavie                                                                          | 1-1                                                                                           | Match amical                                                                                  | 60 654                                                                                        |                                                                                               |
| 68                                                                                            | 25 mars 1956                                                                                  | France - Autriche                                                                             | 3-1                                                                                           | Match amical                                                                                  | 42 223                                                                                        |                                                                                               |
| 69                                                                                            | 7 octobre 1956                                                                                | France - Hongrie                                                                              | 1-2                                                                                           | Match amical                                                                                  | 59 457                                                                                        |                                                                                               |
| 70                                                                                            | 21 octobre 1956                                                                               | France - Union soviétique                                                                     | 2-1                                                                                           | Match amical                                                                                  | 62 145                                                                                        |                                                                                               |
| 71                                                                                            | 11 novembre 1956                                                                              | France - Belgique                                                                             | 6-3                                                                                           | Éliminatoires de la Coupe du monde 1958                                                       | 46 049                                                                                        |                                                                                               |
| 72                                                                                            | 26 octobre 1958                                                                               | France - Allemagne de l'Ouest                                                                 | 2-2                                                                                           | Match amical                                                                                  | 50 992                                                                                        |                                                                                               |
| 73                                                                                            | 9 novembre 1958                                                                               | France - Italie                                                                               | 2-2                                                                                           | Match amical                                                                                  | 58 122                                                                                        |                                                                                               |
| 74                                                                                            | 1er mars 1959                                                                                 | France - Belgique                                                                             | 2-2                                                                                           | Match amical                                                                                  | 42 206                                                                                        |                                                                                               |
| 75                                                                                            | 11 novembre 1959                                                                              | France - Portugal                                                                             | 5-3                                                                                           | Match amical                                                                                  | 48 111                                                                                        |                                                                                               |
| 76                                                                                            | 13 décembre 1959                                                                              | France - Autriche                                                                             | 5-2                                                                                           | Éliminatoires de l'Euro 1960                                                                  | 43 775                                                                                        |                                                                                               |
| 77                                                                                            | 11 décembre 1960                                                                              | France - Bulgarie                                                                             | 3-0                                                                                           | Éliminatoires de la Coupe du monde 1962                                                       | 40 690                                                                                        |                                                                                               |
| 78                                                                                            | 10 décembre 1961                                                                              | France - Espagne                                                                              | 1-1                                                                                           | Match amical                                                                                  | 46 496                                                                                        |                                                                                               |
| 79                                                                                            | 11 novembre 1962                                                                              | France - Hongrie                                                                              | 2-3                                                                                           | Match amical                                                                                  | 35 136                                                                                        |                                                                                               |
| 80                                                                                            | 28 avril 1963                                                                                 | France - Brésil                                                                               | 2-3                                                                                           | Match amical                                                                                  | 50 000                                                                                        |                                                                                               |
| 81                                                                                            | 25 avril 1964                                                                                 | France - Hongrie                                                                              | 1-3                                                                                           | Éliminatoires de l'Euro 1964                                                                  | 35 274                                                                                        |                                                                                               |
| 82                                                                                            | 9 octobre 1971                                                                                | France - Hongrie                                                                              | 0-2                                                                                           | Éliminatoires de l'Euro 1972                                                                  | 21 756                                                                                        |                                                                                               |
| 83                                                                                            | 26 avril 1975                                                                                 | France - Portugal                                                                             | 0-2                                                                                           | Match amical                                                                                  | 24 816                                                                                        |                                                                                               |

### Rugby à XV
- Jeux olympiques d'été de 1924 :

| Date        | Tour          | Équipe 1 | Score  | Équipe 2   |
| ----------- | ------------- | -------- | ------ | ---------- |
| 4 mai 1924  | Groupe unique | France   | 61 - 3 | Roumanie   |
| 11 mai 1924 | Groupe unique | Roumanie | 0 - 37 | États-Unis |
| 15 mai 1924 | Groupe unique | France   | 3 - 17 | États-Unis |

- Championnat de France : Trois finales du championnat se tiennent sur la pelouse du stade de Colombes : 1908, 1913 et 1923.
- Équipe de France :
  - Matches du Tournoi : Le stade Yves-du-Manoir accueillit le Tournoi durant trente-huit éditions, soit 74 matches (le match contre l'Écosse en 1920 se tient au Parc des Princes et le match contre l'Écosse en 1924 se déroula au stade Pershing).

| Adversaires         | Date des rencontres                                                                                              |
| ------------------- | --- |
| Angleterre (19)     | 1921, 1923, 1925, 1927, 1929, 1931, 1948, 1950, 1952, 1954, 1956, 1958, 1960, 1962, 1964, 1966, 1968, 1970, 1972 |
| Écosse (17)         | 1922, 1926, 1928, 1930, 1947, 1949, 1951, 1953, 1955, 1957, 1959, 1961, 1963, 1965, 1967, 1969, 1971             |
| Pays de Galles (19) | 1920, 1922, 1924, 1926, 1928, 1930, 1947, 1949, 1951, 1953, 1955, 1957, 1959, 1961, 1963, 1965, 1967, 1969, 1971 |
| Irlande (19)        | 1921, 1923, 1925, 1927, 1929, 1931, 1948, 1950, 1952, 1954, 1956, 1958, 1960, 1962, 1964, 1966, 1968, 1970, 1972 |

### Boxe
En 1972, on y installe un ring de boxe à l'occasion du combat pour le titre de champion du monde de la catégorie des poids moyens le 17 juin 1972 entre le Français Jean-Claude Bouttier et l'Argentin Carlos Monzón. Des projets de combats avec Marcel Cerdan ont été évoqués mais n'ont pas abouti.

## Dans la culture
- À nous la victoire, cependant tourné à Budapest dans le stade Nándor Hidegkuti.
- Le stade figure sur l'un des 114 vitraux réalisés entre 1928 et 1930 par l'artiste-cheminot Charles Sarteur (1874-1933) ornant chacune des parties supérieures des arches intérieures de la gare de Paris-Saint-Lazare et représentant les différentes destinations vers l'ouest depuis la capitale. L'œuvre est visible dans le hall principal dit salle des pas perdus[31].